# Région de Gendarmerie de Normandie
La Région de Gendarmerie de Normandie (RGNORM) est une entité militaire française responsable de l'ensemble des unités de la Gendarmerie départementale basée dans la région administrative de Normandie. Elle a été créée à la suite de la fusion des anciennes régions de gendarmerie de Basse-Normandie (RGBN) et Haute-Normandie (RGHN).
Elle est composée de cinq groupements de Gendarmerie départementale (GGD) et de deux sections de recherches (SR).

## Histoire

### Seconde Guerre Mondiale
De 1879 à 1943, puis de 1944 à 1946, les compagnies de la Seine-Inférieure, de l'Eure et du Calvados étaient placées sous le commandement de la 3e légion de Rouen. Les compagnies de la Manche et de l'Orne étaient, quant à elles, placées respectivement sous le commandement de la 10e légion de Rennes et de la 4e légion du Mans.
Durant l'occupation allemande, les gendarmes sont les seuls militaires présents en Normandie. Tandis que certains appliquent avec une très grande rigueur les ordres, en traquant les réfractaires au STO et les résistants avec une grande fermeté, une majorité de gendarmes se montre plutôt attentiste par crainte des risques, réels, de représailles sur eux-mêmes et leur famille.
Cependant, dès la défaite française, certains militaires résistent passivement ou activement à l'occupant. Ainsi, en 1940, la liste des militaires de la Légion étrangère, demandée sur ordre des allemands, est fournie avec la mention « Néant » par le maréchal des logis-chef Gasine, commandant la brigade de Caumont-l'Éventé. De nombreux renseignements devant être remis directement ou indirectement à des autorités allemandes ou à des fonctionnaires français, suivant les intérêts allemands, furent négligés, déformés ou retardés. D'autres gendarmes s'engagent activement dans la Résistance et profitent de leur statut afin de réceptionner des parachutages d'armes, fournir des renseignements aux Alliés ou héberger des personnes activement recherchées.
Dans l'Orne, en août 1944, au cours de la bataille de Normandie, des gendarmes d'Alençon procèdent à des opérations de reconnaissance au profit des forces blindées du général Leclerc.
Au cours du conflit, un bon nombre de gendarmes normands s'illustreront par leurs actes de résistance. Certains seront déportés en Allemagne, décéderont en captivités ou seront encore exécutés.

### Après-guerre
À la suite de la Seconde Guerre mondiale, les gendarmes haut-normands sont séparés. La compagnie de l'Eure est intégrée à la 1re-bis Légion de Gendarmerie Départementale d'Orléans et la compagnie de Seine-Inférieure fait partie de la 2e-bis Légion de Gendarmerie Départementale de Rouen. Les compagnies bas-normandes, quant à elles, sont réunies au sein de la 3e-bis Légion de Gendarmerie Départementale de Caen.
En 1955, la Seine-Inférieure est renommée Seine-Maritime.
En 1958, les compagnies prennent l'appellation de groupements, et les sections prennent l'appellation de compagnies.
En 1962, à la suite de la réorganisation des régions militaires, le groupement de l'Eure est subordonné à la 2e-bis LGD de Rouen.

### Réorganisation territoriale de 1967
En 1967, la totalité des formations de la Gendarmerie départementale et mobile stationnées sur le territoire de chaque région administrative est placée sous l'autorité d'un commandement de circonscription régionale. Les Circonscriptions Régionales de Gendarmerie de Haute-Normandie et de Basse-Normandie sont alors créées et subdivisées respectivement au 2e (Lille) et 3e Commandement Régional (Rennes). Ainsi, la circonscription de gendarmerie de Haute-Normandie réunit les groupements de gendarmerie départementale (GGD) de Seine-Maritime et de l'Eure, ainsi que le 7e Groupement de Gendarmerie mobile (GGM) tandis que la circonscription de gendarmerie de Basse-Normandie recueille les GGD du Calvados, de la Manche, de l'Orne et le 9e GGM.

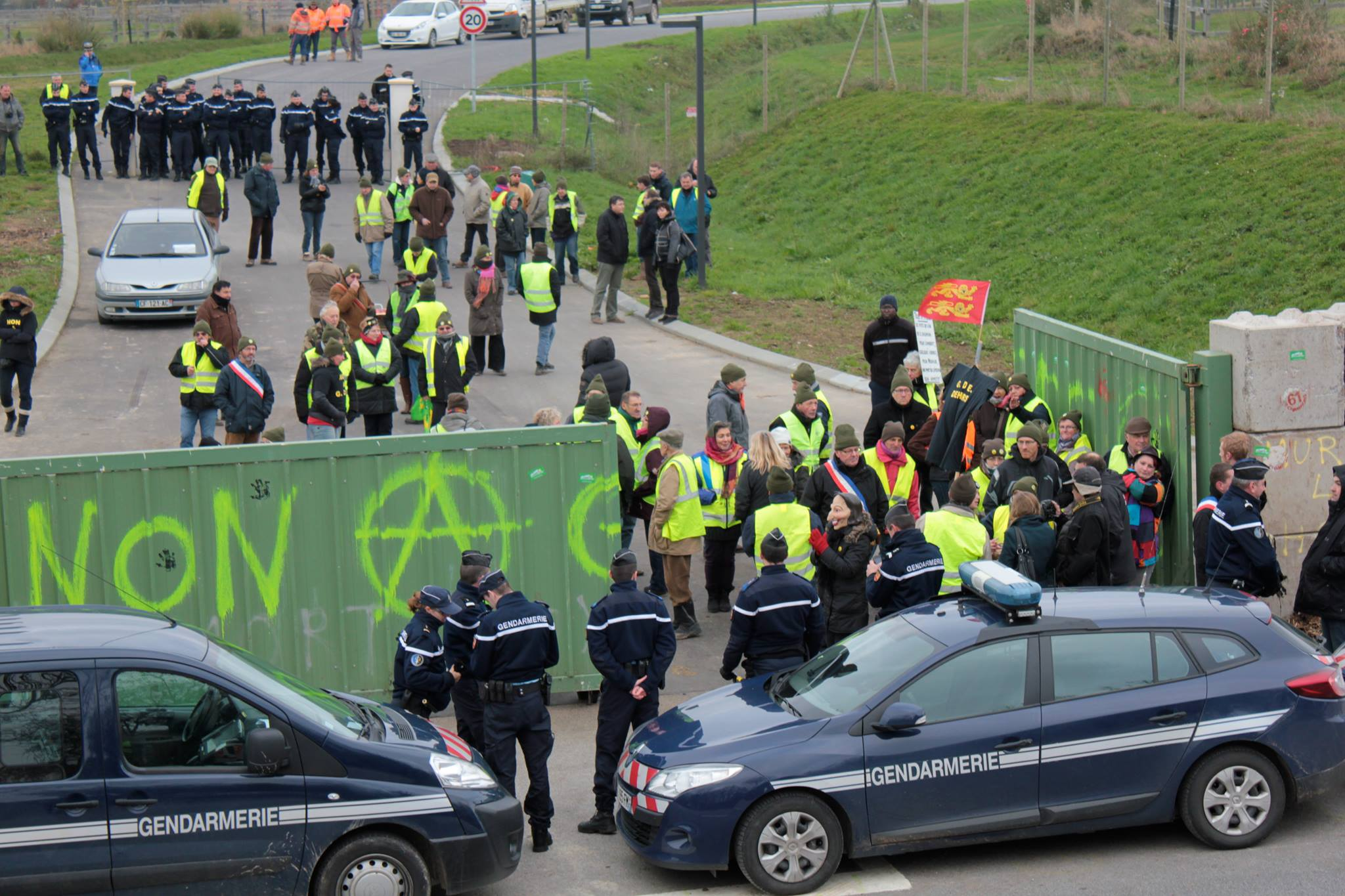
Gendarmes de l'Orne à l'entrée du centre d'enfouissement de Nonant-le-Pin en 2014.

En 1979, les Circonscriptions prennent l'appellation de Légion de Gendarmerie.
Le 1er septembre 1991, les légions de gendarmerie mobile (LGM) sont créées et deviennent alors distinctes des légions de gendarmerie départementale sur l'ensemble du territoire français. Les 7e et 9e GGM sont dissous et leurs escadrons sont transférés dans le GGM II/3 de Mont-Saint-Aignan (Seine-Maritime).
En 2005, les Légions de Gendarmerie Départementale prennent l'appellation de Régions de Gendarmerie.

### Fusion des régions normandes
Le 1er janvier 2016, les régions de Gendarmerie de Haute-Normandie (RGHN) et de Basse-Normandie (RGBN) fusionnent officiellement. Cependant, les missions exercées par les commandants des anciennes régions restent inchangées, de façon transitoire. La fusion des deux structures de commandement sera effective qu'à compter du 1er août 2020.

## Organisation
En 2022, la région de Gendarmerie de Normandie était composée de 65 Communautés de Brigades (COB) et 22 Brigades Territoriales Autonomes (BTA) répartis dans 24 compagnies. Chaque compagnie possède également une Brigade de recherches (BR) et un Peloton de Surveillance et d'Intervention (PSIG). Traversée par la Seine, le Groupement de Seine-Maritime possède une brigade fluviale. De plus, région côtière, la Normandie possède 2 brigades nautiques et 3 PSPG chargés de la protection des centrales nucléaires de Paluel, Penly et Flamanville.
Son organisation était la suivante :
- Région de Gendarmerie de Normandie (RGNORM)
  - Groupement de Gendarmerie départementale du Calvados (GGD 14)[6]
    - Brigade Nautique d'Ouistreham
    - Compagnie de Gendarmerie départementale de Bayeux
    - Compagnie de Gendarmerie départementale de Caen
    - Compagnie de Gendarmerie départementale de Deauville
    - Compagnie de Gendarmerie départementale de Falaise
    - Compagnie de Gendarmerie départementale de Lisieux
    - Compagnie de Gendarmerie départementale de Vire-Normandie
    - Escadron Départemental et de Sécurité Routière du Calvados (EDSR 14)
    - Maison de Protection des Familles du Calvados (MPF 14)

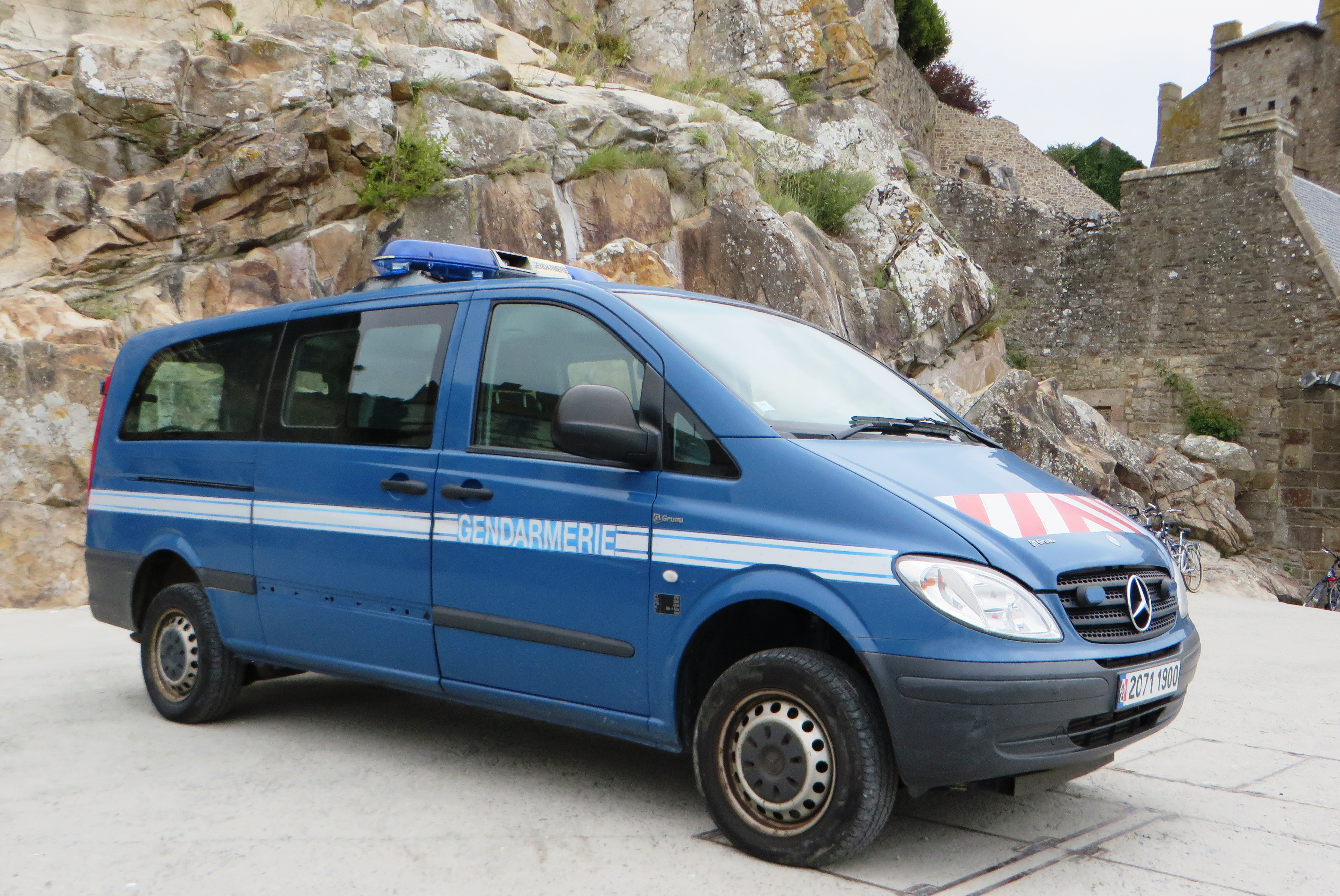
Mercedes Vito au Mont-Saint-Michel

  - Groupement de Gendarmerie départementale de l'Eure (GGD 27)[7]
    - Compagnie de Gendarmerie départementale d'Évreux
    - Compagnie de Gendarmerie départementale de Bernay
    - Compagnie de Gendarmerie départementale des Andelys
    - Compagnie de Gendarmerie départementale de Louviers
    - Compagnie de Gendarmerie départementale de Pont-Audemer
    - Escadron Départemental et de Sécurité Routière de l'Eure (EDSR 27)
    - Maison de Protection des Familles de l'Eure (MPF 27)

  - Groupement de Gendarmerie départementale de la Manche (GGD 50)[8]
    - Brigade Nautique de Granville
    - Compagnie de Gendarmerie départementale d'Avranches
    - Compagnie de Gendarmerie départementale de Cherbourg-en-Cotentin
    - Compagnie de Gendarmerie départementale de Coutances
    - Compagnie de Gendarmerie départementale de Saint-Lô
    - Escadron Départemental et de Sécurité Routière de la Manche (EDSR 50)
    - Peloton Spécialité de Protection de la Gendarmerie de Flamanville
    - Maison de Protection des Familles de la Manche (MPF 50)

  - Groupement de Gendarmerie départementale de l'Orne (GGD 61)[9]
    - Compagnie de Gendarmerie départementale d'Argentan-Alençon
    - Compagnie de Gendarmerie départementale de Domfront en Poiraie
    - Compagnie de Gendarmerie départementale de Mortagne-au-Perche
    - Escadron Départemental et de Sécurité Routière de l'Orne (EDSR 61)
    - Maison de Protection des Familles de l'Orne (MPF 61)

  - Groupement de Gendarmerie départementale de la Seine-Maritime (GGD 76)[10]
    - Brigade Fluviale de Rouen
    - Compagnie de Gendarmerie départementale de Rouen
    - Compagnie de Gendarmerie départementale de Dieppe
    - Compagnie de Gendarmerie départementale de Fécamp
    - Compagnie de Gendarmerie départementale du Havre
    - Compagnie de Gendarmerie départementale d'Yvetot
    - Compagnie de Gendarmerie départementale de Neufchâtel-en-Bray
    - Escadron Départemental et de Sécurité Routière de Seine-Maritime (EDSR 76)
    - Peloton Spécialité de Protection de la Gendarmerie de Paluel
    - Peloton Spécialité de Protection de la Gendarmerie de Penly
    - Maison de Protection des Familles de Seine-Maritime (MPF 76)

  - Section de recherches de Caen
  - Section de recherches de RouenMercedes Vito au Mont-Saint-Michel

### Autres unités
Certaines unités stationnées en Normandie ne relèvent pas de l'autorité de la RGNORM. Toutefois, en raison de leurs spécificités, ces unités peuvent être appelées à renforcer les gendarmes départementaux de Normandie ou des régions limitrophes :
- Brigade de Gendarmerie de l'Air et de l'Espace d'Évreux (Eure)
- Brigade de Gendarmerie de l'Armement du Val-de-Reuil (Eure)
- Brigade de Gendarmerie des transports aériens de Deauville-Saint-Gatien (Calvados)
- Brigade de recherches de Gendarmerie maritime du Havre (Seine-Maritime)
- Détachement de la section de recherches de la Gendarmerie maritime à Cherbourg-en-Cotentin (Manche)[11]
- Compagnie de Gendarmerie maritime du Havre (Seine-Maritime)
  - Brigade de Gendarmerie maritime de Cherbourg-en-Cotentin (Manche)
  - Brigade de Gendarmerie maritime de Dieppe (Seine-Maritime)
  - Brigade de Gendarmerie maritime du Havre (Seine-Maritime)
  - Brigade de Surveillance du Littoral de Caen (Calvados)
  - Brigade de Surveillance du Littoral de Cherbourg-en-Cotentin (Manche)
  - Peloton de Sûreté Maritime et Portuaire du Havre (Seine-Maritime)
  - Peloton de Sûreté Maritime et Portuaire Militaire de Cherbourg-en-Cotentin (Manche)
- Groupement II/3 de Gendarmerie mobile du Mont-Saint-Aignan (Seine-Maritime)[12]
  - Escadron de Gendarmerie Mobile 21/3 de Mont-Saint-Aignan (Seine-Maritime)
  - Escadron de Gendarmerie Mobile 22/3 du Havre (Seine-Maritime)
  - Escadron de Gendarmerie Mobile 23/3 d'Argentan (Orne)
  - Escadron de Gendarmerie mobile 24/3 des Monts d'Aunay (Calvados)

Écusson porté par les gendarmes départementaux de Normandie depuis 2020

  - Escadron de Gendarmerie mobile 25/3 de Cherbourg-en-Cotentin (Manche)

## Écusson
L'écusson de l'unité reprend les armoiries traditionnelles de la Normandie. Il a été utilisé par les 2e-bis LGD de Rouen de 1946 à 1967, puis par les différentes entités de gendarmerie de Haute-Normandie jusqu'en 2020.
De 1967 à 2020, l'écusson des gendarmes bas-normand combinait les armoiries de la Normandie avec celles de Caen, permettant ainsi de différencier les gendarmes bas-normands des gendarmes haut-normands.

Écusson porté par les 2e-bis LGD de Rouen de 1946 à 1967 puis par les gendarmes départementaux de Haute-Normandie de 1967 à 2020.
Écusson porté par les gendarmes départementaux de Basse-Normandie de 1967 à 2020.

## Commandants
- Colonel Bruno Goudallier[13] : 1er août 2014 (RGHN) - 31 juillet 2017
- Général de brigade Bruno Bresson[14] : 1er août 2017 - 31 juillet 2019
- Général de division Bruno Arviset[15],[16] : 1er août 2019 - 18 juillet 2021
- Général de division Stéphane Gauffeny[1],[2] : depuis le 1er août 2021